# Brita Wideen-Westergren
Brita Ingeborg Wideen-Westergren, född 24 oktober 1911 i Skara, död där 26 augusti 1993, var en svensk textilkonstnär, tecknare, grafiker och målare.
Hon var dotter till domkyrkoorganisten Ivar Widéen och Augusta Carlsson. Wideen-Westergren studerade vid Tekniska skolan i Stockholm 1930–1932 och krokiteckning vid Otte Skölds målarskola samt vid Slöjdföreningens skolas avdelning avdelning för textil konst 1934–1936 och genom självstudier under ett flertal resor i Europa bland annat som stipendiat Italien och Norge. Hon praktiserade vid Nordiska kompaniets textilkammare i Stockholm 1936–1938 och etablerade därefter en egen textilateljé i Skara där hon främst arbetade med kyrklig textilkonst. För Skara domkyrka har hon utfört antependier, mäss-skrudar och kormattor. Tillsammans med Gudrun Arninge och Gun Weinberg ställde hon ut några gånger i Skara och tillsammans med Erling Ärlingsson och Lars Erik Ström ställde hon ut på Axevalla folkhögskola 1963. Hon medverkade i Skaraborgssalongerna som visades i Falköping och Skövde. Förutom textil består hennes konst av kulturhistoriskt intressanta stadsmotiv, dekorativt stiliserade djurbilder utförda i teckning, träsnitt, linoleumsnitt och vaxkrita samt mindre prydnadsfigurer i trä. Vid sidan av sitt eget konstnärskap var hon verksam som lärare i konstsömnad och tygtryck på kurser i Skaraborgs län.       